# Arrondissement di Versailles
L'arrondissement di Versailles è una suddivisione amministrativa francese, situata nel dipartimento degli Yvelines e nella regione dell'Île-de-France.

## Composizione
L'arrondissement di Versailles raggruppa 19 comuni in 10 cantoni:
- cantone di Le Chesnay, che comprende 2 comuni:
  - Le Chesnay, Rocquencourt,
- cantone di Montigny-le-Bretonneux, che comprende 2 comuni:
  - Montigny-le-Bretonneux, Guyancourt,
- cantone di Plaisir, che comprende 3 comuni:
  - Plaisir, Les Clayes-sous-Bois, Thiverval-Grignon.
- cantone di Saint-Cyr-l'École, che comprende 3 comuni:
  - Saint-Cyr-l'École, Fontenay-le-Fleury, Bois-d'Arcy,
- cantone di Trappes, limitato a un comune:
  - Trappes,
- cantone di Vélizy-Villacoublay, limitato a un comune:
  - Vélizy-Villacoublay,
- cantone di Versailles-Nord, limitato a un comune:
  - parte di Versailles,
- cantone di Versailles-Nord-Ovest, limitato a un comune: 
  - parte di Versailles,
- cantone di Versailles-Sud, che comprende 6 comuni:
  - parte di Versailles, Jouy-en-Josas, Buc, Châteaufort, Les Loges-en-Josas, Toussus-le-Noble,
- cantone di Viroflay, limitato a un comune:
  - Viroflay.